# Barke

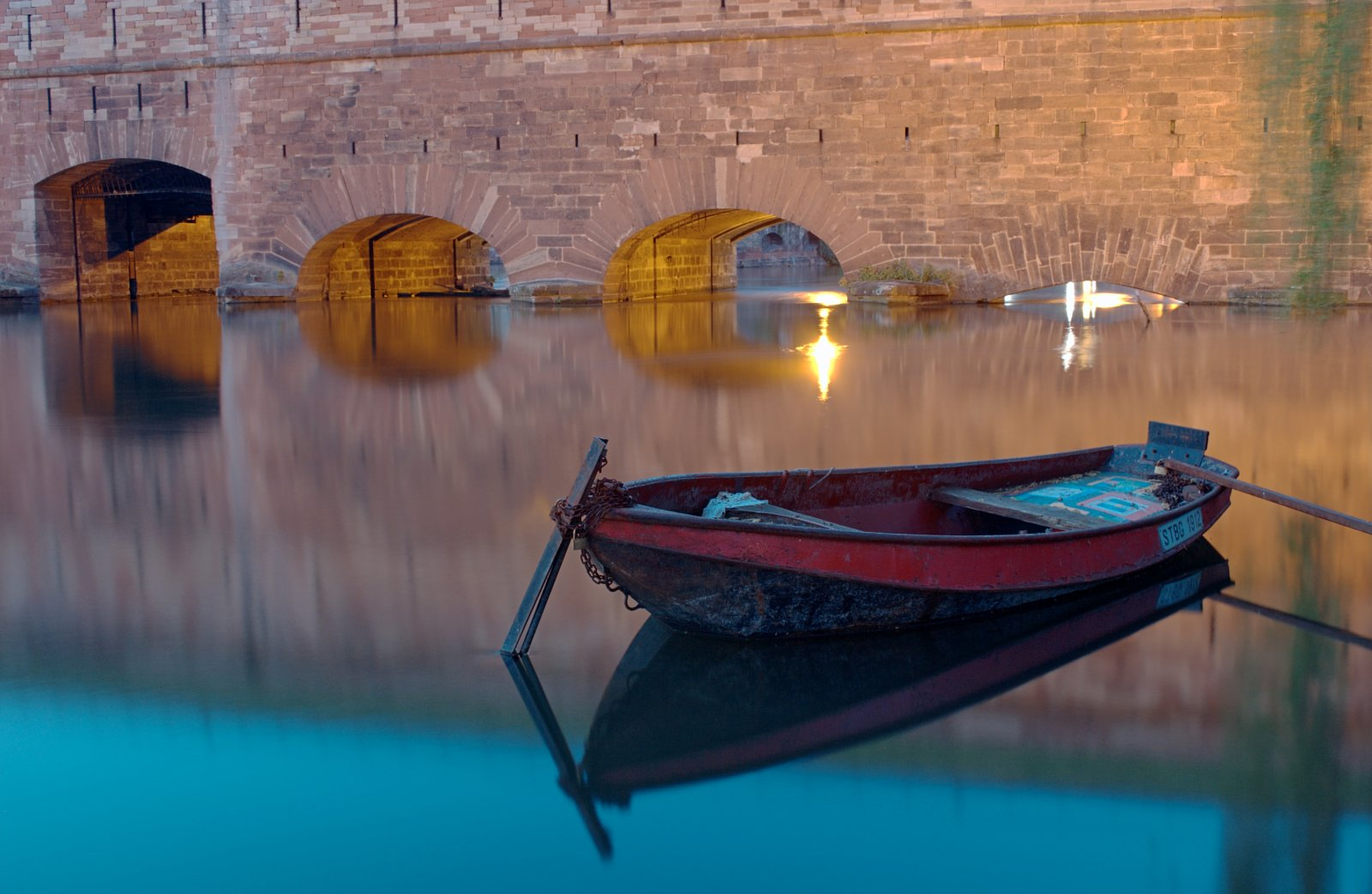
Barke auf der Ill in Straßburg

Eine Barke ist in der Regel ein einfaches mastloses Boot, das gerudert werden kann. Es ist oft aus Holz gebaut und wird häufig auf Flüssen oder Seen verwendet, um Menschen oder Güter zu transportieren. Im erweiterten Sinn werden alle kleineren, offenen Wasserfahrzeuge so benannt. Die Barke spielt häufig eine Rolle in der Mythologie und in der Kunst.
Dagegen versteht man unter Bark ein Segelschiff mit drei oder mehr Masten.

## Die Barke im Alten Ägypten
Im Alten Ägypten spielten Barken für die Nilschifffahrt eine große Rolle und hatten sowohl mythologische, kultische als auch kulturelle Bedeutung. Die Königsbarke war in der Frühzeit mit einem einfachen Richtpfahl ausgestattet, den der König nach Einführung des Re-Kultes durch den Pfahl des Weltherrschers Re ersetzte. Beispielsweise besaß das 40 Meter lange Königsschiff des Cheops eine Goldummantelung und diente als großes Haus der Rechtsprechung.
Im Rahmen der Festlichkeiten des Horusgeleits fuhr der König mit seiner Königsbarke mehrere Haltepunkte am Nilufer an. Zu diesem Zweck repräsentierte die Königsbarke als Gottessymbol den König selbst.
Nach Einführung des Re-Kultes in der 5. Dynastie fuhr der Sonnengott nach dem Glauben der Ägypter tagsüber mit einer Sonnenbarke über den Himmelsbogen und durchquerte nachts das Wasser der Unterwelt.
Verstorbene Würdenträger wurden in feierlichen Prozessionen auf Barken über den Fluss zu ihrer Grabstelle transportiert, und für den gefahrvollen Weg durch die Unterwelt wurden Barkenmodelle mitgegeben.

## Prunkbarken im Mittelalter
Auch in späterer Zeit gab es an den Herrscherhöfen verschiedener Länder und Kulturen des Morgen- und des Abendlandes Prunkbarken, die für repräsentative Zwecke von Fürsten oder Beamten benutzt wurden, wie den Bucintoro der Republik Venedig.

## Trivia
- In dem religiösen Lied Barke wird eine Szene aus der Bibel besungen,[3] in der die Apostel zu Menschenfischern werden und ihre Barken am Ufer zurücklassen. Es wurde von Cesáreo Gabaráin geschrieben und komponiert, vom Priester Stanisław Szmidt ins Polnische und von Johannes Paul II. ins Kroatische übersetzt. Papst Johannes Paul II. hat das Lied sehr geliebt.[4]
- Im Rudersport bezeichnet das Wort „Barke“ einen Bootstyp für acht Ruderer, die auf vier hintereinander angeordneten Bänken jeweils zu zweit sitzen.